# Supergrass is 10
Supergrass Is 10 es un disco recopilatorio que la banda de rock británica Supergrass lanzó al mercado en el año 2004 con motivo de la celebración del décimo aniversario de creación de la misma.
El recopilatorio salió en formato CD, vinilo y DVD, conteniendo este último un documental en el que se resumían los 10 primeros años de la banda además de videos con todos los sencillos de la historio del grupo con comentarios del director y canciones en karaoke. En Estados Unidos la versión CD contenía 12 versiones acústicas que no se incluían en el CD original.
El álbum llegó a alcanzar el puesto número 4 en las listas de venta del Reino Unido.

## Lista de canciones
CD
1. "Caught by the Fuzz" (2:19)
2. "Pumping on Your Stereo" (3:20)
3. "Alright" (3:03)
4. "Moving" (4:27)
5. "Richard III" (3:21)
6. "Grace" (2:32)
7. "Late in the Day" (4:47)
8. "Seen the Light" (2:27)
9. "Mansize Rooster" (2:40)
10. "Sun Hits the Sky" (4:54)
11. "Kiss of Life Kiss of Life" (4:03)
12. "Mary" (4:02)
13. "Going Out" (4:16)
14. "Lenny" (2:42)
15. "Bullet" (2:32)
16. "It's Not Me" (2:57)
17. "Rush Hour Soul" (2:56)
18. "Strange Ones" (3:59)
19. "Lose It" (2:39)
20. Time" (3:14)
21. "Wait for the Sun" (4:08)

Supergrass is 10 Bonus Live CD / DD (Sólo en Estados Unidos)
1. "Kiss of Life (live)" (4:12)
2. "Pumping on Your Stereo (live)" (3:25)
3. "Grace (live)" (2:33)
4. "Time (live)" (3:37)
5. "Moving (live)" (5:08)
6. "Late in the Day (live acoustic)" (3:58)
7. "Wait for the Sun (live acoustic)" (3:20)
8. "Caught by the Fuzz (live acoustic)" (2:47)
9. "Strange Ones (live)" (4:08)
10. "Hollow Little Reign (live)" (3:35)
11. "Mansize Rooster (live)" (2:43)
12. "Sun hits the Sky (live)" (6:28)

## Listado de vídeo DVD

### Disco 1
- A Home Movie: Documentary Film

### Disco 2
1. Caught by the Fuzz – (2:19)
2. Mansize Rooster – (2:34)
3. Lenny – (2:42)
4. Alright – (3:13)
5. Time – (3:27)
6. Going Out – (4:17)
7. Richard III – (3:10)
8. Sun Hits the Sky – (4:44)
9. Late in the Day – (5:04)
10. We Still Need More (Than Anyone Can Give)  – (3:46)
11. Pumping on Your Stereo – (3:20)
12. Moving – (4:24)
13. Mary – (4:10)
14. Grace – (2:43)
15. Seen the Light – (2:45)
16. Rush Hour Soul – (2:58)

Extras
1. Kiss of Life – (3:45)
2. Lose It
3. Caught by the Fuzz (Acoustic) – (3:03)
4. Richard III Player Cam